# Ons

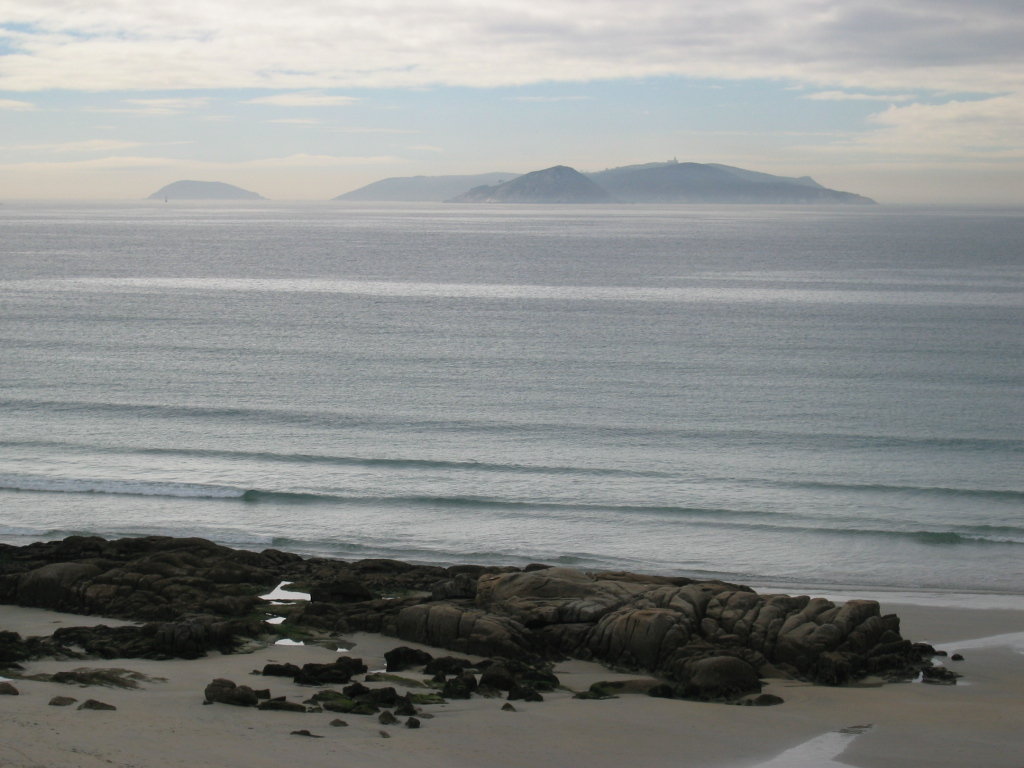
L'Illes d'Ons, vistes des de la platja d'A Lanzada.

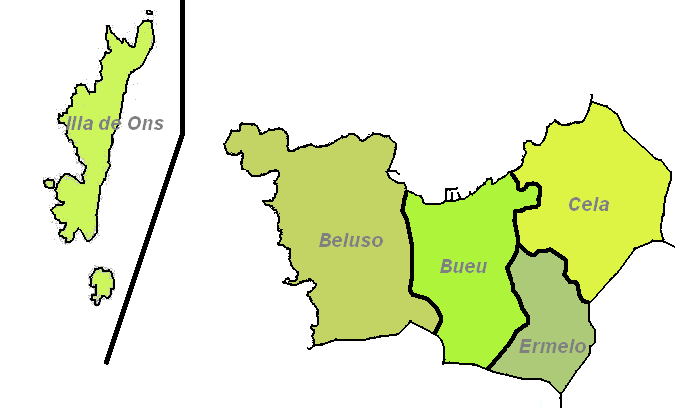
El municipi de Bueu, on estan situades les illes d'Ons

L'illa d'Ons (en gallec Illa de Ons) és l'illa principal de l'arxipèlag de les Illes Ons
de la província de Pontevedra a Galícia. Aquest arxipèlag es troba a l'inici de la ria de Pontevedra a la regió de les Rías Baixas a l'oceà Atlàntic. I forma part del municipi de Bueu. Amb les Illes Cíes, l'arxipèlag de Sálvora i Cortegada, formen el Parc Nacional de les Illes Atlàntiques.

## Història
La primera aparició de l'Illa d'Ons en un document és en el 899 i en aquest document el rei Alfons III d'Astúries l'anomena l'Illa Aone.
A finals del segle XVI van començar el setge dels corsaris i pirates anglesos i això va acabar al segle xviii. En 1810, el Govern Provincial d'Armament i Defensa va decidir fortificar l'illa.
L'augment de la seguretat ha permès la reforestació de terres i una divisió de les terres, que l'Estat les va cedir a canvi d'una quota. Entre els anys 1835-1840 s'hi van instal·lar les primeres fàbriques a prop del moll i aquestes van fer de la pesca la seva principal activitat econòmica i això va fer augmentar la seva població. Al cap d'un temps, l'empresa es va traslladar a la costa. El 1929, Manuel Riobó va comprar l'illa i hi va establir una empresa comercial dedicada a l'assecat i comercialització del pop i el congre. Això va fer que l'illa s'especialitzes en aquestes espècies. En l'inici de la Guerra Civil i l'illa es va quedar sense la gestió de l'empresa.
Durant els anys 40 i els anys 50 l'illa ha viscut la seva millor època, amb gairebé 500 habitants a la fi dels anys 50. A partir dels anys 50 va començar la despoblació gradual de l'illa. Actualment l'illa d'Ons és l'única illa de les Illes Atlàntiques amb població estable, amb uns 20 habitants.